# Razac-d’Eymet
Razac-d’Eymet település Franciaországban, Dordogne megyében. Lakosainak száma 321 fő (2022. január 1.). Razac-d’Eymet Singleyrac, Saint-Julien-Innocence-Eulalie, Fonroque, Serres-et-Montguyard, Saint-Aubin-de-Cadelech, Saint-Capraise-d’Eymet és Sadillac községekkel határos.

## Népesség
A település népessége az elmúlt években az alábbi módon változott:
| Lakosok száma | 335  | 288  | 266  | 283  | 302  | 292  | 289  | 305  | 313  | 321  |
|               | 1968 | 1982 | 1990 | 2006 | 2013 | 2015 | 2017 | 2019 | 2020 | 2022 |